# Еойн Джесс
Еойн Джесс (англ. Eoin Jess, нар. 3 грудня 1970, Портсой) — шотландський футболіст, що грав на позиції півзахисника, зокрема за «Абердин», а також національну збірну Шотландії.
Володар Кубка Шотландії. Дворазовий володар Кубка шотландської ліги. 

## Клубна кар'єра
Народився 3 грудня 1970 року в місті Портсой. Вихованець футбольної школи клубу «Рейнджерс».
У дорослому футболі дебютував 1988 року виступами за команду клубу «Абердин», в якій загалом провів одинадцять сезонів, взявши участь у 311 матчах чемпіонату. Виступі в «Абердині» переривав у сезоні 1996/97, протягом якого грав в Англії за «Ковентрі Сіті». На початку 1990-х вважався одним з найперспективніших шотландських гравців, виборовши у 1991 і 1993 роках титул Молодого гравця року за версією ШПФА. 1994 року став найкращим бомбардиром Кубка володарів кубків.
Протягом першої половини 2000-х знову виступав в Англії, цього разу за «Бредфорд Сіті» та «Ноттінгем Форест». А завершив професійну ігрову кар'єру в нижчоліговому англійському «Нортгемптон Тауні», за команду якого виступав протягом 2005—2007 років.

## Виступи за збірну
1992 року дебютував в офіційних матчах у складі національної збірної Шотландії. Протягом кар'єри у національній команді, яка тривала 8 років, провів у формі головної команди країни 17 матчів, забивши 1 гол.
У складі збірної був учасником чемпіонату Європи 1996 року в Англії, де взяв участь у програному (0:2) господарям турніру матчі групового етапу.

## Титули і досягнення

### Командні
- Володар Кубка Шотландії (1):

«Абердин»: 1989-1990
- Володар Кубка шотландської ліги (2):

«Абердин»: 1989-1990, 1995-1996

### Особисті
- Молодий гравцець року за версією ШПФА (2):

1991, 1993
- Найкращий бомбардир кубка володарів кубків (1):

1994